# サムライフラメンコ
『サムライフラメンコ』 (Samurai Flamenco) は、マングローブ制作による日本のテレビアニメ作品。2013年10月10日より2014年3月27日まで、フジテレビの深夜アニメ枠『ノイタミナ』にて放送された。略称は「サムメンコ」。

## 概要
特殊能力を持たず、そして改造手術を受けることもなく、ただ自分の力だけで「正義の味方」になろうとするファッションモデルの青年と、特に正義感を持たない警察官の青年の二人を主人公にした作品。「真のヒーローとは何か」をテーマに、次々に起こる事件の中でヒーローとして、そして人間として成長していく姿をコメディやシリアスを交えながら描く。タイトルロゴには「Hero will never give up, never hide, never be defeated, never accept evil.」の文が併記されている。
2013年7月5日に「2013ノイタミナ ラインナップ発表会」にて制作が発表され、「なりきりヒーローもの」というジャンルとキービジュアルが公開され、放送期間が2クールであることも発表された。
原作とアニメーション制作はマングローブが担当し、監督には大森貴弘、シリーズ構成には倉田英之、キャラクター原案には倉花千夏、キャラクターデザインには山下喜光がそれぞれ起用されている。マングローブとしても『ミチコとハッチン』以来5年ぶりのオリジナルアニメ作品となる。
後期OP主題歌を歌うFLOWのメンバーがゲスト出演し、KOHSHIとKEIGOとIWASAKIが第19話に、TAKEとGOT'Sが第20話に登場している。
キャッチコピーは「大人になりたくない、“大人たち”へ――」。

## ストーリー

### サムライフラメンコ誕生編（第1話 - 第6話）
雑誌モデルの羽佐間正義は、幼いころから抱き続けるヒーローへの憧れから、ついには『自称』正義の味方・サムライフラメンコとなって、さまざまなトラブルを解決しようと奮闘する。だが、実力不足から身ぐるみ剥がされたり、街の人からは舐められたり、不審者と勘違いされるなど、なかなか正義の味方らしい活動を実現できずにいた。
ある日、正義はひょんなことからサムライフラメンコの正体を知った警察官・後藤英徳に居酒屋へ呼び出され、「街の人々から苦情が殺到しているので、サムライフラメンコの活動を自粛するように」と諭される。居酒屋からの帰り際、後藤の傘（本来は後藤の彼女の傘で、彼が大事にしている傘）が盗まれていることに気がついた正義は、サムライフラメンコの姿で傘を持ち去ったサラリーマンを追いかけて捕まえ、説教する。その様子が動画サイトへ投稿されたことでサムライフラメンコの名前は一躍有名となり、テレビ局やネットニュースは彼の正体を懸賞金をかけて追求するようになる。そんな中、サムライフラメンコの正体としてアクション俳優・要丈治が名乗りをあげる。正義は要に嘘をつかないように懇願し、要はその件については納得するが、いつの間にかサムライフラメンコは要の弟子ということになってしまう。
要に鍛えられ、格闘術を身につけた正義はひったくり犯を捕まえるなど、ヒーローらしい活動ができるまでに成長する。やがて、自分の力を過信した正義はさらなる悪を成敗するために繁華街へ出向いて車上荒らしを捕まえようとするが、逆に拉致されてマスクを剥がされそうになる。そんな正義の危機を救ったのが、3人組の女性アイドルグループ「ミネラル★ミラクル★ミューズ」（ミネミラ）のメンバー・真野まりだった。まりは魔法少女好きで、魔法少女としてデビューするべく身体を鍛えたり特製ステッキを用意したりしていたが、サムライフラメンコの登場で自分の存在が二番煎じになってしまったと正義をなじり、その埋め合わせとして正義に自分の引き立て役になるように強要する。
まりはフラメンコガールを名乗り、繁華街で女性に嫌がらせをする男たちを成敗し、サムライフラメンコ以上の人気者となる。そんな時、正義の20歳の誕生日に死んだ祖父が自作したサムライフラメンコの設定が大量に送られてくる。祖父がサムライフラメンコというヒーローに込めて自分に託した思いを汲み取った正義は、「真のヒーローとは何か?」を模索していくことを決意し、フラメンコガールとの関係を解消する。一方のまりはミネラル★ミラクル★ミューズのメンバーの三澤瑞希と森田萌を仲間に引き入れ、新たにユニットフラメンコガールズを結成する。こうして知名度は上がりつつも、要やまりに翻弄され、後藤に見守られながら、正義のヒーロー生活は続く。

### キング・トーチャー編（第7話 - 第10話）
原塚という協力者を得て専用装備を手に入れ、街を守る正義の味方としてすっかり定着した感のあるサムライフラメンコ。そんなある日、正義はサムライフラメンコとして一日警察署長に任命され、麻薬組織の摘発へ駆り出される。当初は警察の宣伝塔でしかなかったが、踏み込んだ事務所で取り押さえようとした男が突然本物の怪人へ変貌し、警察官を殺害する。正義は突然の出来事に戸惑いながら後藤とともに怪人を退ける。その直後、怪人たちの首領・キング・トーチャーが日本国民の奴隷化を迫り、宣戦布告を行う。かくして、正義は趣味のヒーロー活動から日本の平和を守る本物のヒーローとしての活動を余儀なくされる。

### フロム・ビヨンド編（第11話 - 第16話）
後藤や原塚たちと協力して日本を救った正義だったが、要からフロム・ビヨンドというさらなる悪の組織が日本を侵略しようとしていること、正義はフロム・ビヨンドと戦うために結成されたサムライ戦隊フラメンジャーのメンバーに選ばれたことを聞かされる。なし崩し的にリーダーになった正義はアクの強いメンバーに苦労しつつも、フロム・ビヨンドから日本を守るべくフラメンレッドとして戦う。
だが、フロム・ビヨンドはキング・トーチャーとはケタ違いの組織規模を誇っており、一斉攻撃によって日本を叩く計画が明かされる。フラメンジャーは大切な人たちを守りきれるか分からない状況に立ち向かうも、次第に劣勢に追い込まれてしまう。そんな時、彼らの前に日本中からヒーローが集結、市民を守るべく加勢する。ヒーローたちの助けを得たフラメンジャーはフロム・ビヨンドを打ち倒し、日本を救った英雄として讃えられる。

### フラメンコ星人編（第17話 - 第18話）
総理大臣の奥崎は、日本国民に向けて「全ての混乱はフラメンジャーたちの自作自演であること」「非認可のヒーローたちを逮捕すること」を突然告げ、正義を国家に反逆するテロリストとして指名手配に掛け、ヒーローたちは次々と逮捕されて行く。守ってきたはずの国民からも敵意を向けられ、正義は独りで逃亡せざるを得なくなってしまう。真実を求め、正義は後藤の助けを借りて再びサムライフラメンコとなって奥崎の前に立つ。強化服を装着して襲い掛かって来る奥崎の前に為す術もなくやられそうになるが、今野の機転により奥崎は力を失い、倒される。
直後、かつて正義の危機を救ったミスター・ジャスティスが現れるが、彼の正体はヒーローではなく、地球侵略を目論むフラメンコ星人であった。彼らは人類を進化させる力を持っており、自分たちの同胞とすべく地球へ侵略行為を行っていた。キング・トーチャー、そしてフロム・ビヨンドもその力で進化した存在であると語るフラメンコ星人。彼は正義と一対一の対話を行うことを要求し、正義に進化を促成させる石を渡すが、正義はそれを拒否し、巨大化したフラメンコ星人に絶望的な戦いを挑む。やむを得ず自身を進化させて巨大なサムライフラメンコと化した正義は、自分の信念をこめた拳でフラメンコ星人を宇宙の彼方に放逐することに成功する。
戦いの後、正義の前に宇宙の意思を名乗る高次存在が現れ、物語の終焉を告げる。彼は、世界の悪は根絶されること、ここまでの全ての物語は『サムライフラメンコ』として記録され、宇宙のどこかで読み返される物になることを説明する。最後に正義は常々疑問に思っていた『フラメンコ』の意味を問うが、「フラメンコはおまじないのようなもの」だと教えられた正義は、釈然としない思いを抱えながら平穏な日常に戻る。

### 世界に残った最後の敵編（第19話 - 第22話）
フラメンコ星人との戦いから半年、悪が消えた世界には穏やかな平和が訪れていた。そんな中、後藤が故郷に戻り彼女とデートをすることになり、話を聞いてつけようとするまりに引きずられるように正義は同行する。その最中に訪れた後藤の実家で、後藤の母親から後藤の過去や彼女についての秘密を知る。後藤と口論し立ち去るまりの様子を影で見ながら、正義は後藤の悩みに気付かなかったことを悔やむ。そして自宅のマンションに戻った正義の前に、かつてサムライフラメンコとして注意をした中学生の集団にいた少年の一人・澤田灰司が現れ、握手を求められた直後に正義の部屋が爆発する。そして、灰司は正義に「この世界に残った最後の敵」だと宣言し、次々と正義の周囲の人間に危害を加えていく。しかし、正義は警察から自宅に爆弾らしきものや痕跡が見当たらない事や澤田灰司は既に死亡している事を告げられ、正義も灰司の実態や証拠を掴めていないためどうすることも出来ないでいた。そんな中、正義は後藤にこの一連の出来事を話すがまともに取り合ってくれず、つい後藤の彼女へのメールの事について切り出してしまったことに怒った後藤は正義を投げ飛ばすも、正義はこれを理不尽だとして後藤を突いてしまい、正義と後藤の関係に再び亀裂が入る。
連絡を受けた正義は意識を取り戻した要と面会する。ピンチになったらどうすればいいという正義の問いに対して要は「愛が必要だ」と答える。しかし、ヒーローにのめり込んでいた正義には愛が分からない。
その頃、正義の部屋に監禁されていた後藤は、灰司にこれまでに保存されていた彼女とやり取りしていたメールを削除され、激昂する。後藤の救出に駆けつけた正義は、灰司からサムライフラメンコに変身するように要求されるが、灰司にどう対抗するか考えあぐねていた正義は「サムライフラメンコ」としてではなく「羽佐間正義」として灰司と向き合う事を決意し、その要求を拒否する。だが、手錠が外れた後藤は射殺しようと灰司に向けて銃を構える。これを阻もうと正義は後藤の前に立ちはだかり銃を降ろすように要求し、後藤と口論になるが「そんな事したって彼女さんが悲しむだけじゃないですか！」という正義の一言で後藤は思いとどまり、正義はメールを通じて後藤の彼女から感謝される。そんな中フラメンコダイヤが仲間の敵討ちに現れ、灰司をこてんぱんにする。
それから半年後、サムライベース跡地はミュージアムになり、要は館長に就任する。セレモニーが行われようとしている中、正義は少年院に収容されている灰司と面会する。その頃瑞希と萌も復活したためミネラル★ミラクル★ミューズのツアーも再開し、後藤も謹慎が解ける。後藤の元に届いた彼女からのメールを巡って正義と後藤はまたしても取っ組み合いになるが、車から空き缶を投げ捨てられるところを目撃し、それを注意しようと正義がサムライフラメンコに変身しようとする場面で物語は幕を閉じる。

## 登場人物

### 主要キャラクター
羽佐間 正義（はざま まさよし） / サムライフラメンコ / フラメンレッド
声 - 増田俊樹
誕生日：9月28日、血液型：AB型。身長：183 cm、体重：72 kg。
本作の主人公。東京都出身。男性ファッション誌でモデルを務める青年。年齢は物語開始時の時点で19歳。特技は水泳、アクロバット。芸能事務所『シーザープロ』所属。祖父の影響で幼少時から特撮ヒーローが好きで、ついには自らサムライフラメンコとなって活躍する。正義感が強いが、天然ボケで騙されやすい。事務所から提供された高級マンションに1人暮らし。両親は自身が幼いころに海外で暴漢に襲われて他界している。
当初は真っ直ぐな正義感を抱いて活動していたが、キング・トーチャーとの戦いが続くと次第に義務感で戦うようになり、後藤から見放されるほど変わってしまう。しかし、キング・トーチャーとの最終決戦の際に情熱を取り戻し、後藤と共にキング・トーチャーを倒して日本を救う。最終決戦後、報道陣の前で正体を明かしている。フロム・ビヨンド登場時は、フラメンジャーのフラメンレッドとして仲間の4人を引っ張り、怪人たちと戦う。その後もフロム・ビヨンドの脅威や奥崎の野望、フラメンコ星人の侵略行為をことごとく阻止したことで、悪が消えた世界では「羽佐間大統領」と呼ばれ人気を獲得しているが、澤田灰司によって自分の仲間が次々と傷付けられたことで精神的に追い詰められていき、その過程で後藤との関係に再び亀裂が入る。しかし最終回で人質に囚われた後藤を助けに行き、和解。その際に後藤に対し「結婚しましょう」と告白し、それが自分にとっての愛であることに気付くが、後藤には呆れられている。
小学生の頃、雨の日の下校時に自分の傘を盗まれてしまい、仕方なく自分も他人の傘を使って下校した所、翌日正義が使った傘の持ち主が風邪を引いて学校を欠席してしまうという事件がトラウマになっており、以来どんな強い雨でも決して傘を差さない。
後藤 英徳（ごとう ひでのり）
声 - 杉田智和
本作のもう一人の主人公。24歳。交番勤務の警察官の青年。ひょんなことから正義と知り合って以降、さまざまなトラブルに巻き込まれていく。勤務態度は真面目だが、私生活では酔っ払いや不良行為をする中学生を見て見ぬふりをするなど、事なかれ主義で暮らしており、特別正義感が強い訳ではない。遠距離恋愛中の恋人がおり、普段の姿からは考えられないほど砕けた文体でメールのやり取りをしている。
キング・トーチャーとの戦いで当初の正義感を失った正義を一度は見放すが、まりを救うために正義に加勢し、最終決戦ではミサイルの発射を止める。また、自分の居場所を見失ったまりが立ち直るまで部屋で保護し、奥崎との決戦の際は自ら『サムライポリスマン』を名乗ってサムライフラメンコに加勢する。
前述の通り恋人とは頻繁にメールでのやり取りをしているが、実際には恋人は学生時代に神隠しのような状況で失踪しており、自我の崩壊を防ぐために自分で自分の携帯にメールを送っている。内心では自分の行動が異常という自覚はあるが、未だに恋人のことは忘れられず、彼女の事になると感情的になる。物語終盤に、恋人の件で喧嘩した正義と疎遠になったが、灰司を射殺しようとした際に正義が言い放った「そんなことしたって、彼女さんが悲しむだけじゃないですか!」の一言で灰司殺害を思い止まり、正義と和解する。最終回では所持していた携帯電話が変わっているが、携帯を変えた後も恋人とのメールのやり取りは続いている。
真野 まり（まや まり） / フラメンコガール → フラメンコダイヤ
声 - 戸松遥
3人組の人気アイドルグループ・ミネラル★ミラクル★ミューズ（通称：ミネミラ）のメンバーの少女。18歳。グループではセンターを務め、自分たちの楽曲の作詞・作曲も手掛ける。明朗快活な性格で歯に衣を着せない物言いをするが、一方で制服を着用した男性が好きという嗜好を持ち、警官の制服姿の後藤に惹かれる。
魔法少女が好きで、正義の味方として活躍するためにフラメンコガールを名乗り、サムライフラメンコの前に現れる。初登場時の戦闘力は正義よりも高く、専用の武器も持っている。
純粋に正義のために戦う正義とは、戦う理由が根本的に異なる。正義の味方を名乗ってはいるが、戦いをアートだと捉え、どんな手段を用いてでも自身の活躍の場を作ろうと躍起になっており、正義の味方を騙って自分のストレスを発散し、さらに目立って世間の耳目を集めたいだけである。キング・トーチャーに戦いを挑んで敗れ、サムライフラメンコを誘き出すためのエサとして囚われた際にそのことをキング・トーチャーに看破されて「お前とは戦う価値もない」となじられ、さらに自分を救うために萌が自分にはない自己犠牲の精神を見せたことで完全に打ちのめされる。キング・トーチャーとの決戦後はミネミラとフラメンコガールズの活動を共に休止して後藤の部屋に転がり込み、引きこもり同然の生活を送るが、駆けつけた瑞希たちと大喧嘩を繰り広げた末に、自分に対する萌の気持ちを聞いたことで和解。「フラメンコガールズ・リボーン」を名乗って奥崎との決戦に加勢する。
後藤に対してストーカー同然に迫ることもあったが、彼の異常性を知ってからは幻滅する。最終回ではフラメンコダイヤの姿で灰司に制裁を加える。
免許取りたてで、ピンクのハマーに初心者マークを付けて乗り回す。
三澤 瑞希（みさわ みずき） / フラメンコルビー
声 - M・A・O
ミネラル★ミラクル★ミューズのリーダーの少女。19歳。関西出身。しっかり者で面倒見が良い。当初はフラメンコガールズの活動に渋々付き合っているだけだったが、段々ノリが良くなってきている。キング・トーチャーに敗北し、自信を喪失したまりをどうにかしてケアしたいと考え、後藤から連絡も貰い、フロム・ビヨンドの総攻撃前夜にまりの元に駆けつける。彼女からは拒絶され、その際の一言がきっかけで大喧嘩に発展してしまうも、萌と共に説得に成功したことでフラメンコガールズ・リボーンとしてヒーローに復帰し、サムライフラメンコと共に奥崎と戦う。
平和が訪れた後の世界で、コンサート前に灰司によって薬物が混入されたコーヒーを飲み、病院に収容されるが無事に退院。回復後もミネミラとフラメンコガールズの活動を続けている。
森田 萌（もりた もえ） / フラメンコサファイア
声 - 山崎エリイ
ミネラル★ミラクル★ミューズのメンバーの少女。17歳。高校生。控えめでのんびり屋。英語の発音が、妙にネイティブ。真野にキスされても嫌な顔をせず、逆にキスをせがんだり、「世界はまりさんを中心に回るべき」と豪語するなど、まりに対して仲間以上の好意を持っている。普段は頼りなさげだが芯は強く、キング・トーチャーに囚われた際にまりが自己保身から放った言葉も受け入れ、まりの解放のためにキング・トーチャーの拷問を受け入れ、左手の小指をペンチで潰される。その覚悟に敬意を表したキング・トーチャーによって解放されるが、そのやり取りでまりのプライドを傷付けてしまい、まりに拒絶されてしまう。最終的に袋で顔を隠してまで必死の説得を続けて和解し、フラメンコガールズ・リボーンとしてヒーローに復帰する。
平和が訪れた後の世界で、瑞希と同じくコンサート前に灰司によって薬物が混入されたコーヒーを飲み、病院に収容されるが無事に退院。回復後もミネミラとフラメンコガールズの活動を続けている。
要 丈治（かなめ じょうじ）/ レッドアックス
声 - 小杉十郎太
アクション俳優。43歳。かつて『武装超神レッドアックス』というヒーロー番組で主役を務め、現在は仕事で世界中を駆け回っている。正義感が強い熱血漢で武道に長けている。サムライフラメンコの正体として名乗りを上げ、抗議してきた正義をうまく言いくるめて正義と師弟関係となる。正義に格闘術を教えてよりヒーローらしく活動できるよう尽力するが、一方で正義の名前をいつまでも覚えずに「弟子」と呼んだり、正義に協力を約束しながら当日に理由をつけていなくなるなど、いい加減なところがある。
いつも面倒事を正義に押し付けては適当な理由を付けて逃げていると思われていたが、フロム・ビヨンドの襲来の際、実は奥崎の命令で動く秘密組織サムライベースの長官だったことが明らかになる。レッドアックスとしての実力も相当に高く、原塚の危機を救うなどの活躍を見せる。
平和になった世界で、灰司の策略でトラックにはねられ、大怪我をしてICUに入院するが、驚異的な回復力をもって半年で退院する。その後はサムライベース跡地に出来たミュージアムの館長となる。
原塚 淳（はらづか じゅん）
声 - 大川透
大手文具会社『モンスターズステーショナリー』開発課の会社員の男性。48歳。自分もヒーローが好きで、サムライフラメンコにモニターとして自社開発の文房具を模した専用の武器を与える協力者として現れる。キング・トーチャーとの決戦の際は、自ら専用武装を使用し、サムライフラメンコの代わりに戦闘員たちと戦う。正義がフラメンジャーとして活動を始めてからは出番がなかったが、正義が奥崎に立ち向かう事を決めた際は後藤や今野と共に彼に協力し、新たな専用武器を託す。
石原 澄（いしはら すみ）
声 - 中村千絵
シーザープロに努める、正義のマネージャーの女性。28歳。有能だが厳格であり、特撮ヒーローなどを嫌う。正義からは「怒らせたら殺される」と恐れられており、正義がサムライフラメンコの正体を隠す一因になっている。実際には正義が特撮ヒーロー好きだという事や、サムライフラメンコの正体が正義だということも当初から見抜いていたが、正義や今野にはあえて知らないような素振りをみせている。
今野 明（こんの あきら）
声 - 三上哲
ニュースサイト『HIGH ROLLERS HI!』を運営している男性。32歳。情報収集力に定評があり、石原にもそこだけは評価されている。石原に好意を抱いており、デートに誘っては石原に袖にされている。
ただひたすらに自分が「面白い」と思うことを追求する男で、そのためなら財産も、命すらも賭けられる筋金入りの快楽主義者。その一環としてサムライフラメンコの正体を探るべく、高額の賞金を懸けて正体を暴くキャンペーンをしていたが、そのためにキング・トーチャーに囚われて拷問を受ける。思い残すことがないようにと石原に告白するも無下にされてしまい、彼女のために死ぬことを覚悟したが、それをキング・トーチャーから「つまらない」と一蹴され、「お前は自分と同じ種類の人間」だと言うキング・トーチャーにそそのかされ、まりを呼び出して「事態をもっと面白くする」ことに手を貸してしまう。
キング・トーチャーの騒ぎの後、海外へ逃亡していたが、フロム・ビヨンドの総攻撃が始まる前に帰国。正義が奥崎の策謀で孤立した際には奥崎とサムライフラメンコの戦いを実況することで、奥崎の野望を間接的に打ち砕く。

### 本物の悪の組織
突如現れて日本へ宣戦布告を行う、本物の怪人が存在する悪の組織。組織名は不明。怪人たちは全員キング・トーチャーに絶対の忠誠を誓っており、彼のためなら「ビバ・トーチャー！」と言い遺しての自爆も辞さない。現代の科学を凌駕した技術を持っているが、後にその技術はフラメンコ星人が与えたものであることが判明する。
キング・トーチャー
声 - 速水奨
突如「全ての日本人を奴隷にする」と宣言した『本物の悪の組織』の首領。奇妙な頭に表情を隠すマスクを被っている。ギロチンゴリラを倒したサムライフラメンコに固執する。
正体は正義と同じく特撮ヒーロー好きで、特に「悪の組織」を崇拝する人間。自身も身体のほとんどを機械化するに至っている。部下の死も戦闘員たちが倒されることも全ては「演出」と考えており、正義では同じことの繰り返しで一向に平和にならない世界を、悪を蔓延させることによって平定しようと目論む。悪として本当の正義と戦うことに誇りと無上の喜びを感じており、正義の心を持つ者を称賛する一方で、正義を名乗るだけのまりに対しては完膚なきまでに叩きのめし、その考えを徹底的に否定し罵倒している。
正義を基地へおびき寄せて追い詰めるが、最期は心臓部を抜き取られ、崩壊する基地と運命を共にする。
ギロチンゴリラ
声 - 伊丸岡篤
ゴリラの腹にギロチンが付いた怪人で、暴力団所属の麻薬中毒者に変装していた。数人の警官を殺害し、後藤たちも殺害しようとしたが、サムライフラメンコと後藤の機転で窓から転落し、敗北する。
チュウヅリトンビ
声 - 高橋伸也
足の先端にルアー付きのテグスが付いた巨大なトンビの怪人。実力者と見られたが、後藤の銃撃とサムライフラメンコ・フラメンコガールズの連携で敗北する。
カマユデライノ
声 - 藤原啓治
下半身が鉄釜のサイの怪人。バスジャック事件を起こし、乗客をキング・トーチャーの奴隷にしようと目論むが、サムライフラメンコたちに阻止され、最期は必殺技を受けて敗北する。自称「最高の怪人」。
デルタホース
声 - 岸尾だいすけ
紳士を自称する、三角木馬型のウマの怪人。「体内に入ると陰口が大好きになるバクテリア」を浄水場に散布しようとした所を阻止される。チュウヅリトンビの遺影を持ってその死を偲ぶなど仲間思いだが、フラメンコサファイアを自身の背に座らせようとするなど、紳士としては疑わしい。
残像が残るほどの高速移動が自慢だが、サムライダブルサイドテープで足を止められ、敗北する。
シャリンオロチ
声 - イッキ
車輪に変形して突進する攻撃が持ち味のヘビの怪人。一度はサムライフラメンコと引き分けた実力の持ち主。「りんごを買い占めて人々の心を荒ませる作戦」を実行するが、サムライフラメンコに阻止され、自慢の突進を止められて敗北する。
ヤキゴテピラニア
声 - 村瀬歩
明日川駅の駅前広場で毒入りティッシュを配布していたピラニアの怪人。サムライフラメンコに倒される。この頃は戦いがマンネリ化していたため、名乗ったにもかかわらず正義は名前を覚えておらず、後藤が作成した報告書では「ヤキタテピラニア」とされている。

### フラメンジャーのメンバー
フロム・ビヨンドとの戦いに備え、サムライベースが各界のスペシャリストを集めて結成された対秘密組織殲滅機関。ただし当初フラメンジャーとして予定されていたメンバーは毒毒毒によって正義を除いて殺されてしまい、5名のうち正義を除く4名は当初のバックアップメンバー。要がレッドの素質があるものだけを集めてしまったために構成が偏っており、結成当初は協調性に欠ける。
青島 蒼一（あおしま そういち） / フラメンブルー
声 - 森久保祥太郎
要の付き人を10年務め、フラメンレッドになるべくトレーニングを積んできた熱血漢の男性。28歳。天涯孤独で、要夫妻からは子供のように可愛がられている。一度はレッドとして皆を説得するが、正義と要の言葉に負けて彼にレッドの座を譲る。悪が消えた世界では要と共に特撮番組に出演し、人気を博している。
緑川 碧（みどりかわ へきる） / フラメングリーン
声 - 豊永利行
司法試験合格を目指す大学生の青年。22歳。冷静沈着な頭脳派で、戦闘時も六法全書を用いた防御や法律を駆使した挑発を行う。フロム・ビヨンドの一斉攻撃の際は兄夫婦を避難させようとする。悪が消えた世界では大学院に進学している。
黒木 闇児（くろき あんじ） / フラメンブラック
声 - KENN
自称・元傭兵のクールな青年。24歳。武器の扱いに長けており、フラメンジャーとなった際も「武器をぶっ放せれば何でもいい」と語っている。老人ホームに住む祖父がおり、悪が消えた世界では彼と共に生活している。
桃井 桜（ももい さくら） / フラメンピンク
声 - 田村ゆかり
要を「ダーリン」と呼んで慕う女性。23歳。要とは不倫関係にあり、そのせいで実家から絶縁され、要の妻とも敵対関係にある。手芸が得意で戦闘にも活用する。悪が消えた世界では実家に戻っている。

### フロム・ビヨンド
キング・トーチャーが敗北した直後に現れた悪の組織で、彼らに技術を提供した黒幕。東京湾から出現した空に浮かぶ要塞を拠点としており、自衛隊の戦力すら軽くあしらう科学力を持つ。後に現れたフラメンコ星人は、ヒーローたちに倒されなければもう少しで自分たちと同じ領域に進化できた存在だと語っている。
キリング・ジョーク
声 - 上田燿司
フロム・ビヨンドの幹部。奇怪な笑い声を上げながら敵を斬り刻む戦闘狂。
MMM34（ミヤモトムサシ）
声 - 梁田清之
フロム・ビヨンドの幹部。巨大な顔が特徴。侍のような出で立ちで魔剣を操る。34体の個体がおり、それら全てを含めてMMM34である。
ヒートノイド
声 - 堀川りょう
炎を操る怪人。北海道熱帯化計画の一環として街を燃やしていた。
毒毒毒（ぶすどくポイズン）
声 - 高木渉
フラメンジャーが最初に戦った怪人。サムライベースに侵入し、本来のフラメンジャーたちを抹殺する。独特の訛りの口調が特徴。さまざまな性質の毒素を体内に持っており、それらを混ぜ合わせて多種多様な攻撃を仕掛ける。自身の持つ毒は「ウィルスすら病気にする」と豪語する。
マイアミバレリーナ
声 - 小林ゆう
フロム・ビヨンドとの最終決戦時に後藤たち警官隊が交戦した怪人。バレリーナのように高速で回転し銃弾も弾き、蹴り落としはバリケードも粉砕する。ハラキリサンシャインのハラキリトルネードの前に破れ去る。
ビヨンド・フラメンコ
声 - 石田彰
正義にそっくりの怪人。自らを「フロム・ビヨンドの総意を語る代弁者」と名乗る。日本を壊滅させるという目的で動いているが、「自分がなぜこんなことをしているのか分らない」と正義に告白し、正義の銃によって自決する。後に宇宙の意思によって、その正体がパラレルワールドの正義であったことが明らかになる。

### ヒーローたち
かつてこの世界を悪の手から守った者たち。その活躍は特撮番組などで伝えられている。フロム・ビヨンドとの最終決戦時に、日本を滅亡から救うためにレッドアックスが呼び集めた。フロム・ビヨンドとの決戦後、奥崎により逮捕される。
ハラキリサンシャイン
声 - 関智一
背負った長刀が印象的な覆面ヒーロー。必殺技はハラキリカッター、ハラキリトルネード。
第1話から特撮番組『真剣介錯ハラキリサンシャイン』という形で登場していたが実在しており、後藤たちのピンチを救う。
ギャラガー5
声 - 赤羽根健治（エンレッド）
額に「¥」のマークがある5人組のヒーロー。
無敵楽団アンサンブルー
声 - 花江夏樹（トロンボーイ）
それぞれ顔に音楽記号がある現行の5人組ヒーロー。正義も番組にゲスト出演を果たしている。
スケバンムーン
声 - 中村紗彩
スケバン風コスチュームの女性ヒーロー。
ミスター・ジャスティス
声 - 安元洋貴
アメリカからやってきた覆面ヒーロー。必殺技はジャスティスタックル、ジャスティスホームラン、ジャスティスビーム。
奥崎の野望を教えるために正義の前に現れ、公安の手から正義を逃がす。合流した後は国会議事堂に突入するための突破口を開く、奥崎が倒されると、その正体を明らかにする。

### 日本政府
奥崎・F・真太郎（おくざき・ふらめんこ・しんたろう）
声 - 石井康嗣
フラメンジャーを支援する、正義感溢れる内閣総理大臣。「総理は国民を守らなくてはならない」という考えを持ち、そのためなら不都合な真実を隠すことも、プライドを捨てての土下座さえも厭わない人物。
フロム・ビヨンドとの戦いの後に本性を明かし、自分の支持率のためにヒーローたちを逮捕させる。そして、国会議事堂で支持率をパワーに還元する強化アーマー・イザナギを装着してサムライフラメンコと戦うが、戦いの中での発言が今野によって広く公開されたことで支持率が低下し、敗北する。
戦いの後、「すべては宇宙からの侵略者・フラメンコ星人の脅威から地球を守るためにやっていた」と告白し、フラメンコ星人との最後の戦いに赴く正義を送り出す。

### その他の登場人物
戸塚（とつか）
声 - 加藤将之
後藤の同僚の警官。灰司の一件で責任を問われた後藤を庇うなど、仲間思いの性格の持ち主。
要の妻（かなめのつま） / レディアックス
声 - 岡田恵
要の妻で、要の事務所の社長でもある。要を巡って桃井と熱い戦いを繰り広げている。
フラメンコ星人
声- 安元洋貴
ミスター・ジャスティスの正体にして、地球を侵略するためにフラメンコプラネットという星から襲来した宇宙人。
空間転送や仮想空間を脳内に送り込む技術、さらには生命を強制的に進化させる装置の開発など、地球を凌駕する科学力を有しており、その結果個体を統一するという形で進化を果たし、平和を手に入れている。最終目的は「進化した宇宙の生命体と同化し、全宇宙を平和にする」ことで、既にさまざまな生命体を取り込み、地球でも各国の首脳に取って代わっている。
奥崎を倒すためにサムライフラメンコを利用し、それが達成されると真の姿を現して正義に強制進化を促すが、正義がそれを拒否したことで戦闘となり、最後は人類の進化ではなく成長を望む正義の攻撃によって宇宙の彼方に吹き飛ばされる。
テセラック
声 - 中村正
フラメンコ星人が倒された後、戦いの終了を告げた宇宙の意思。さまざまな時間・空間を認識し、どんな姿でも取ることができ、死者の思考さえ再現できる高次存在。本体らしき物が姿を現す際は超立方体のイメージになる。
澤田 灰司（さわだ はいじ）
声 - 鈴木晴久
最初期のサムライフラメンコ時代に、正義が行動を注意した中学生の集団の一人にいた少年。何にも関心が持てないでいたが、正義に注意されたことがきっかけで正義に執着し、フラメンコ星人の侵略後、全ての悪が駆逐された世界の中に残った「最後の悪」を自称して正義の周囲の人間に危害を加えていく。正義に一生忘れられない存在として記憶されることで、彼をダークヒーローに導く事を最終的な目標としている。
正義の前に現れては消え、実際に姿を目撃されながらも戸籍上は既に死亡しているとされていたが、今野の調査で両親が灰司に言われるがままに戸籍や死亡届を捏造していることが明らかになる。最終回で後藤に自分を殺させることで目的を達成しようとするが、サムライフラメンコではなく羽佐間正義として相対した正義に説得されて失敗。その後、逮捕されて少年院に収容された。
後藤の彼女
後藤が高校時代に付き合っていた女性。ある日謎の失踪を遂げてしまう。回想の中でしか登場しないためか、顔は口だけしか描かれていない。
本編では後藤の想像上の人物だが、サムライフラメンコのイベントで公開された後日談シナリオでは、バス運転手とともに時空の歪みに飲み込まれ、遠い宇宙で宇宙海賊をしていたことが明らかになっている。フラメンコ星人と友人関係にあり、彼を追い返したサムライフラメンコに復讐するために地球に帰還、後藤と再会を果たす。

## 用語
サムライフラメンコ
正義が変身（変装）するヒーロー。ネーミングはサムライの心とフラメンコダンサーの情熱を持った戦士であることから。赤い全身タイツのコスチュームを纏い、自転車用ヘルメットとゴーグル、鼻から下をスカーフ状のマスクで覆っている。奇妙な名乗り口上と共に登場するなど、姿となりは一歩間違えれば変質者。当初は酔っ払いに負けて身ぐるみを剥がされるほど弱かったが、要の特訓や原塚の武器（武器ではあるが全て文房具であり、銃刀法の規制対象外となる）や新しいアーマーの提供を受けて、集団を圧倒するほどに成長する。
元は正義の祖父・羽佐間大輔（声 - 菅生隆之）が考えたヒーローであり、幼くして両親を失った正義を励ますために彼に語り聞かせていた。しかし後に脚本の形を借りて、大輔の思う「理想の大人」を体現した像であり、正義にそうなって欲しいという願いが篭められていたことが語られている。
サムライサンドイレイサー＆サムライノックペン
文房具武器の一つ。砂消しゴムとボールペンを模した武器で、「フラメンシュート」として、ノックペンでサンドイレイサーを射出して攻撃する。
サムライステープラー
文房具武器の一つ。ホッチキスを模した武器で、ヌンチャクに変形する。主に打撃や針による拘束に用いられる。
サムライカッター
文房具武器の一つ。カッターナイフを模した武器で、力の篭め方で切れ味が変わり、全力ならば金属に斬り込むこともできる。斬り込む際の技名は「フラメンスラッシュ」。
サムライメジャー
文房具武器の一つ。メジャーを模した武器で、数メートルの射程を持つ。大人の体重を支えるほど頑丈で、ビルからの飛び降り（フラメンジャンプ）や敵の拘束に使用されるが、一度射出するとエネルギーを再チャージしなくてはならない。
サムライボンド
文房具武器の一つ。強力なボンド付きの手袋。壁を登ることができる。
サムライテープ
文房具武器の一つ。通常のテープの1万倍の粘着力を持ち、敵を束縛することができる。
サムライサポーター
サポーターを模した武器。腕部に装備され、膨らむことでパンチ力を増強させる。
サムライダブルサイドテープ
両面テープを模した文房具武器。強力な粘着力で、高速で移動する敵の動きを止めることが出来る。
サムライビッグシールド
大型の三角定規を模した文房具武器。敵の突進を真正面から受け止めることができるほど頑丈。
サムライコンパス
大型のコンパスを模した文房具武器。脚部に装備され、地面に突き刺した針を支点に高速で回転し、「フラメントルネード」と呼ばれるスピンキックを何発も放つことが可能。
サムライアルティメットセット
両腕に装備される武器。展開してアーミーナイフ状に変形する。
フラメンブラッシュ
筆を模した文房具武器。特殊な膠を使った墨を飛ばすことで、相手を拘束できる。
サムライウォーターガン
水鉄砲を模した武器。後藤が使用する。

フラメンコガール
まりが変身（変装）するヒーロー。黄色い魔法少女のようなコスチュームと、通常は魔法のステッキのようだがボタンひとつで催涙ガスを射出し、スタンガンやモーニングスターになる特注のステッキが特徴で、胸元を露出している。正体は非公開で、顔はアイマスクで隠し、金のウィッグを着用しているが、それ以外の部分は露出している。密かにジムに通っていることもあって格闘能力に秀でており、身軽な動きとさまざまな武器でどんな相手でも軽々と倒す。また、相手が男性であった場合は倒れた相手の股間を踏み潰すのがお約束。
サムライフラメンコを手下として扱っていたが、方向性の違いから決別。その後、後述のフラメンコガールズとしてデビューする。
フラメンコガールズ
新たにフラメンコサファイア（萌）、フラメンコルビー（瑞希）を加えて結成したユニット。もちろん正体は非公開であるが、3人ともウィッグとアイマスク以外はほぼ素顔、素の声、口調のままである。キング・トーチャーとの決戦でまりと萌が敗北してからは活動を停止するが、和解した後は「フラメンコガールズ・リボーン」と称して奥崎との戦いに挑む正義に加勢する。
フラメンコダイヤ
フラメンコガールがユニット結成に伴って改名した、フラメンコガールズのリーダー。時おり残虐な笑みを浮かべて拷問にも似た攻撃を繰り出す。
フラメンコルビー
瑞希が変身するヒーロー。赤いコスチュームが特徴で、脇腹を露出している。嫌々付き合っている風を装うが、意外とノリがいい。
フラメンコサファイア
萌が変身するヒーロー。青いコスチュームが特徴で、臍部を露出している。本人の性格から金的に躊躇いがあったが、まりの指導の末に払拭している。

サムライ戦隊フラメンジャー
サムライベースが集めたエリートたちで構成される戦隊ヒーロー。長官は要。当初フラメンジャーのメンバーは全員（要の手違いで）レッドとして集められており、結成時にモメたが、結局は正義がレッドとなる。各人の脳波が常に同調することで通常時の何倍もの力を発揮でき、各々が個性を活かした攻撃を放つ。巨大化した敵に対してはフラメンロボで対処する。なお、12話予告によれば身分は公務員であり、装備は全て税金で賄われている。
フラメンバード
フラメンレッドの搭乗機。
フラメンホーク
フラメンブルーの搭乗機。
フラメンエレファント
フラメンピンクの搭乗機。
フラメンファルコン
フラメングリーンの搭乗機。
フラメンスネーク
フラメンブラックの搭乗機。
フラメンロボ
上記の5体のメカが合体したロボット。武器はフラメンブレード。

フラメンコ
本作のキーワードで、サムライフラメンコを始めとして、さまざまなものに使われている。宇宙の意思の言葉によれば、正確な発音は『フラムェンコ』であり、宇宙において願望実行力を0.000002%促進させる文字列、つまりはおまじないのようなものであるとのこと。

## スタッフ
- 原作・アニメーション制作 - manglobe[9]
- 監督 - 大森貴弘[9]
- シリーズ構成 - 倉田英之[9]
- キャラクター原案 - 倉花千夏[9]
- キャラクターデザイン - 山下喜光[9]
- アクション作監・デザイン - 山田起生[9]
- デザインワークス - 由卯田和李一[9]
- プロップデザイン - 常木志伸
- メインアニメーター - 山田正樹[9]
- 美術監督 - 栫ヒロツグ[9]
- 美術設定 - 加藤浩[9]
- 色彩設計 - 海鋒重信[9]
- 撮影監督 - 高橋賢司[9]
- 編集 - 関一彦[9]
- 音楽 - 玉井健二 & agehasprings[9]
- 音楽プロデューサー - 佐野弘明、千葉悦子
- チーフプロデューサー - 小林真一郎、山本幸治
- プロデューサー - 横山朱子、森彬俊
- アニメーションプロデューサー - 河内山隆、石田健二郎
- 制作 - Project サムメンコ[9]（アニプレックス、フジテレビジョン、京楽産業ホールディングス、電通、HOBIBOX、ムービック、DeNA）

## 主題歌
オープニングテーマ
「JUST ONE LIFE」（第1話 - 第11話）
作詞 - MOMIKEN / 作曲・編曲 - UZ / 歌 - SPYAIR
「愛愛愛に撃たれてバイバイバイ」（第12話 - 第22話）
作詞 - Kohshi Asakawa / 作曲 - Takeshi Asakawa / 編曲 - 玉井健二 & FLOW / 歌 - FLOW
第16話から映像が変更されている。

エンディングテーマ
「デートTIME」（第1話 - 第9話、第11話）
作詞 - SINBYI / 作曲 - 横山裕章 / 編曲 - 玉井健二、古川貴浩 / 歌 - ミネラル★ミラクル★ミューズ［真野まり（戸松遥）、三澤瑞希（M・A・O）、森田萌（山崎エリイ）］
第10話はエンディングクレジットの表示のみ
「フライト23時」（第12話 - 第21話）
作詞 - 田中秀典 / 作曲 - サイトウヨシヒロ / 編曲 - 玉井健二、古川貴浩 / 歌 - ミネラル★ミラクル★ミューズ［真野まり（戸松遥）、三澤瑞希（M・A・O）、森田萌（山崎エリイ）］
第22話はエンディングクレジットの表示のみ

劇中歌
「今だ!ハラキリサンシャイン 〜真剣介錯 ハラキリサンシャインのテーマ〜」（第1話）
作詞 - 田中秀典 / 作曲 - 成瀬裕介 / 編曲 - 玉井健二、成瀬裕介 / 歌 - 宮内タカユキ
「その名はレッドアックス! 〜武装超神 レッドアックスのテーマ〜」
作詞 - 田中秀典 / 作曲 - 成瀬裕介 / 編曲 - 玉井健二、成瀬裕介 / 歌 - 串田アキラ
「イヌのポリスメン」（第4話）
作詞 - 田中秀典 / 作曲 - 楠野功太郎 / 編曲 - 玉井健二、楠野功太郎 / 歌 - 真野まり（戸松遥）
「寺ズッキュン!愛の了法寺!」（第4話）
作詞 - 夕野ヨシミ / 作曲 - ARM / 協力 - 了法寺 / 歌 - とろ美
「ラヴ・リザベイション 〜あなたを先行予約〜」（第5話、第8話）
作詞 - 田中秀典 / 作曲 - 飛内将大 / 編曲 - 玉井健二、飛内将大 / 歌 - ミネラル★ミラクル★ミューズ［真野まり（戸松遥）、三澤瑞希（M・A・O）、森田萌（山崎エリイ）］
「フラメンコガールズ☆トゥナイト 〜フラメンコガールズのテーマ〜」（第5話）
作詞 - SINBYI / 作曲 - 平木LAGGY宏隆 / 編曲 - 玉井健二、古川貴浩 / 歌 - フラメンコガールズ［真野まり（戸松遥）、三澤瑞希（M・A・O）、森田萌（山崎エリイ）］
「涙星」（第10話ED）
作詞 - 田中秀典 / 作曲 - 古川貴浩 / 編曲 - 玉井健二、古川貴浩 / 歌 - 真野まり（戸松遥）
「オレたちフラメンジャー! 〜サムライ戦隊フラメンジャーのテーマ〜」（第11話、第14話）
作詞 - 田中秀典 / 作曲 - 成瀬裕介 / 編曲 - 玉井健二、成瀬裕介 / 歌 - サムライ戦隊フラメンジャー［羽佐間正義（増田俊樹）、青島蒼一（森久保祥太郎）、緑川碧（豊永利行）、黒木闇児 (KENN)、桃井桜（田村ゆかり）］
「マカロンDAYS」（第22話ED）
作詞 - 田中秀典 / 作曲 - 瀧山一平 / 編曲 - 玉井健二、釣俊輔 / 歌 - ミネラル★ミラクル★ミューズ［真野まり（戸松遥）、三澤瑞希（M・A・O）、森田萌（山崎エリイ）］

## 各話リスト
| 話数 | サブタイトル                          | 脚本     | 絵コンテ              | 演出                | 作画監督 |
| ---- | ------------------------------------- | -------- | --------------------- | ------------------- | --- |
| #01  | サムライフラメンコ、デビュー!         | 倉田英之 | 大森貴弘              | 大森貴弘 永居慎平   | 山田正樹、山本航                                                                                                  |
| #02  | 傘がない                              | 倉田英之 | 寺東克己              | 町谷俊輔            | 浅野直之、沓名健一、高阪雅基                                                                                      |
| #03  | フラメンコVSニセフラメンコ            | 倉田英之 | 芦野芳晴              | 林明偉              | 袴田裕二、田寄雅郁                                                                                                |
| #04  | アイドル蹂躙                          | 倉田英之 | 由卯田和李一          | 関谷真実子          | 長谷川亨雄、山村俊了                                                                                              |
| #05  | 正義とは                              | 倉田英之 | 北條史也              | 北條史也            | 山本航、池田早香、袴田祐二                                                                                        |
| #06  | サムメンコを捕まえろ!                 | タカヒロ | 菅沼栄治              | 小野田雄亮          | 田寄雅郁、高阪雅基、梅津茜                                                                                        |
| #07  | チェンジ・ザ・ワールド                | 倉田英之 | 中村次郎              | さとう陽            | 川村敏江、袴田裕二、長谷川亨雄 沓澤洋子、山中正博                                                                 |
| #08  | 猛攻!悪の軍団                         | タカヒロ | 東出太                | 東出太              | 和田高明、菅野芳弘 山村俊了、池田早香                                                                             |
| #09  | 抗えぬノルマ                          | 倉田英之 | 沖田宮奈              | 林明偉              | 川村敏江、田寄雅郁、袴田裕二 熊谷勝弘、池田早香 山中正博、高阪雅基                                                |
| #10  | 決戦!敵の基地                         | 倉田英之 | 寺東克己              | 青柳宏宣            | 川村敏江、仁井学、平野絵美 北條直明、梅津茜 鵜池一馬、長谷川亨雄                                                  |
| #11  | フロム・ビヨンド                      | 倉田英之 | 由卯田和李一          | 城所聖明            | 出野喜則、袴田裕二、高阪雅基 池田早香、田寄雅郁 長谷川亨雄、うめつゆきのり                                        |
| #12  | ドキュメント!これがフラメンジャーだ!! | タカヒロ | 大橋誉志光            | 西片康人            | 平野絵美、荒川絵里花、梅津茜 鵜池一馬、山村俊了、高柳久美子 熊谷勝弘、山中正博、田寄雅郁 うめつゆきのり、菅沼栄治 |
| #13  | 決戦前夜                              | 倉田英之 | 菅沼栄治              | 小野田雄亮          | 川村敏江、仁井学、平野絵美 梅津茜、北條直明、高阪雅基 長谷川亨雄、沓澤洋子                                        |
| #14  | ニッポン壊滅                          | 倉田英之 | 寺東克己              | 青井小夜            | 川村敏江、平野絵美、梅津茜 鵜池一馬、荒川絵里花、袴田裕二 山中正博、池田早香、山村俊了                            |
| #15  | イミテーション・ジャスティス          | タカヒロ | さとう陽              | さとう陽 サトウ光敏 | 仁井学、北條直明、山本航 長谷川ひとみ、高柳久美子、長谷川亨雄 高阪雅基、島袋智和                                  |
| #16  | さすらいのヒーロー                    | 倉田英之 | 菅沼栄治              | 白石道太            | 川村敏江、仁井学、荒川絵里花 杉本幸子、平野絵美、鵜池一馬 熊谷勝弘、山中正博、池田早香 長谷川亨雄、島袋智和       |
| #17  | 最強総理                              | タカヒロ | 若林厚史              | 小野田雄亮          | 袴田裕二、池田早香、長谷川ひとみ 北條直明、梅津茜、鵜池一馬                                                       |
| #18  | 宇宙でフラメンコ                      | 倉田英之 | 沖田宮奈              | 犬川犬夫            | 仁井学、長谷川亨雄、平野絵美 山中正博、鵜池一馬 高阪雅基、飯飼一幸                                                |
| #19  | 静かな生活                            | タカヒロ | 寺東克己              | 黒田幸生 小林孝嗣   | 長谷川ひとみ、うめつゆきのり、田寄雅郁 熊谷勝弘、島袋智和、飯飼一幸 袴田裕二、高阪雅基                            |
| #20  | いつか見た少年                        | タカヒロ | 宮地☆昌幸             | さとう陽            | 長谷川ひとみ、山中正博、田寄雅郁 長谷川亨雄、飯飼一幸、袴田裕二 高阪雅基、北條直明、梅津茜 杉本幸子、川村敏江     |
| #21  | 愛をおしえて                          | 倉田英之 | 寺東克己 由卯田和李一 | 白石道太            | 長谷川ひとみ、田寄雅郁、飯飼一幸 うめつゆきのり、山村俊了、熊谷勝弘 平野絵美、仁井学 鵜池一馬、荒川絵里花         |
| #22  | サムライフラメンコ・ネイキッド!!      | 倉田英之 | 菅沼栄治              | 大森貴弘 犬川犬夫   | 山中正博、長谷川亨雄、田寄雅郁 高阪雅基、平野絵美、仁井学 北條直明、梅津茜、鵜池一馬 荒川絵里花、川村敏江         |

## 放送局
| 放送地域   | 放送局             | 放送期間                                          | 放送日時                              | 放送系列                                 | 備考                                |
| ---------- | ------------------ | ------------------------------------------------- | ------------------------------------- | ---------------------------------------- | ----------------------------------- |
| 関東広域圏 | フジテレビ         | 2013年10月10日 - 2014年3月27日                    | 木曜 25:20 - 25:50                    | フジテレビ系列                           | 製作委員会参加 字幕放送             |
| 静岡県     | テレビ静岡         | 2013年10月10日 - 2014年3月27日                    | 木曜 26:10 - 26:40                    | フジテレビ系列                           | 字幕放送                            |
| 中京広域圏 | 東海テレビ         | 2013年10月10日 - 2014年3月27日                    | 木曜 26:40 - 27:10                    | フジテレビ系列                           | 字幕放送                            |
| 佐賀県     | サガテレビ         | 2013年10月11日 - 2014年3月28日                    | 金曜 25:35 - 26:05                    | フジテレビ系列                           | 字幕放送                            |
| 福岡県     | テレビ西日本       | 2013年10月11日 - 2014年3月28日                    | 金曜 26:35 - 27:05                    | フジテレビ系列                           | 字幕放送                            |
| 山形県     | さくらんぼテレビ   | 2013年10月12日 - 2014年3月29日                    | 土曜 25:35 - 26:05                    | フジテレビ系列                           |                                     |
| 秋田県     | 秋田テレビ         | 2013年10月12日 - 2014年3月29日                    | 土曜 26:05 - 26:35                    | フジテレビ系列                           | 字幕放送                            |
| 鹿児島県   | 鹿児島テレビ       | 2013年10月12日 - 2014年3月29日                    | 土曜 26:05 - 26:35                    | フジテレビ系列                           | 字幕放送                            |
| 熊本県     | テレビくまもと     | 2013年10月12日 - 2014年3月29日                    | 土曜 26:35 - 27:05                    | フジテレビ系列                           | 字幕放送                            |
| 福島県     | 福島テレビ         | 2013年10月14日 - 2014年3月31日                    | 月曜 25:40 - 26:10                    | フジテレビ系列                           |                                     |
| 広島県     | テレビ新広島       | 2013年10月14日 - 12月23日 2014年1月13日 - 3月31日 | 月曜 26:10 - 26:40 月曜 26:00 - 26:30 | フジテレビ系列                           | 字幕放送                            |
| 韓国全域   | ANIPLUS            | 2013年10月15日 - 2014年4月1日                     | 火曜 23:00 - 23:30                    | CS放送、IP放送 ケーブルテレビ ネット配信 | 15歳以上視聴可で放送 韓国語字幕あり |
| 愛媛県     | テレビ愛媛         | 2013年10月15日 - 2014年4月1日                     | 火曜 25:40 - 26:10                    | フジテレビ系列                           | 字幕放送                            |
| 宮城県     | 仙台放送           | 2013年10月15日 - 2014年4月1日                     | 火曜 26:15 - 26:45                    | フジテレビ系列                           |                                     |
| 新潟県     | 新潟総合テレビ     | 2013年10月15日 - 2014年4月1日                     | 火曜 26:15 - 26:45                    | フジテレビ系列                           | 字幕放送                            |
| 近畿広域圏 | 関西テレビ         | 2013年10月15日 - 12月24日 2014年1月14日 - 4月1日  | 火曜 26:28 - 26:58 火曜 26:29 - 26:59 | フジテレビ系列                           | 字幕放送                            |
| 岩手県     | 岩手めんこいテレビ | 2013年10月16日 - 2014年4月2日                     | 水曜 25:20 - 25:50                    | フジテレビ系列                           |                                     |
| 日本全域   | フジテレビTWO      | 2014年7月25日 - 10月17日                          | 金曜 26:00 - 27:00                    | CS放送                                   | 2話ずつ放送 リピート放送あり        |

第1話は2013年9月27日にフジテレビマルチシアターで「"ノイタミナ"10月クール特別試写会 サムライフラメンコday」として先行上映され、フジテレビオンデマンドにて同年10月11日から10月31日まで期間限定で無料配信された。

## Blu-ray / DVD
| 巻 | 発売日         | 収録話          | 規格品番     | 規格品番     | 規格品番  |
| 巻 | 発売日         | 収録話          | BD限定版     | DVD限定版    | DVD通常版 |
| -- | -------------- | --------------- | ------------ | ------------ | --------- |
| 1  | 2013年12月25日 | 第1話 - 第2話   | ANZX-6371/72 | ANZB-6371/72 | ANSB-6371 |
| 2  | 2014年1月22日  | 第3話 - 第4話   | ANZX-6373/74 | ANZB-6373/74 | ANSB-6373 |
| 3  | 2014年2月26日  | 第5話 - 第6話   | ANZX-6375/76 | ANZB-6375/76 | ANSB-6375 |
| 4  | 2014年3月26日  | 第7話 - 第8話   | ANZX-6377/78 | ANZB-6377/78 | ANSB-6377 |
| 5  | 2014年4月23日  | 第9話 - 第10話  | ANZX-6379/80 | ANZB-6379/80 | ANSB-6379 |
| 6  | 2014年5月28日  | 第11話 - 第12話 | ANZX-6381/82 | ANZB-6381/82 | ANSB-6381 |
| 7  | 2014年6月25日  | 第13話 - 第14話 | ANZX-6383/84 | ANZB-6383/84 | ANSB-6383 |
| 8  | 2014年7月23日  | 第15話 - 第16話 | ANZX-6385/86 | ANZB-6385/86 | ANSB-6385 |
| 9  | 2014年8月27日  | 第17話 - 第18話 | ANZX-6387/88 | ANZB-6387/88 | ANSB-6387 |
| 10 | 2014年9月24日  | 第19話 - 第20話 | ANZX-6389/90 | ANZB-6389/90 | ANSB-6389 |
| 11 | 2014年10月22日 | 第21話 - 第22話 | ANZX-6391/92 | ANZB-6391/92 | ANSB-6391 |

## 漫画
サムライフラメンコ Another Days
『月刊Gファンタジー』（スクウェア・エニックス）2013年11月号から2014年8月号まで連載された。全2巻。
作画 - 水沢翔、構成協力 - 高木聖子
1. 2014年3月27日発売、ISBN 978-4-7575-4268-6
2. 2014年9月27日発売、ISBN 978-4-7575-4432-1

## ソーシャルゲーム
2014年2月28日よりDeNAがMobageでサービス提供を開始。プレイヤーはヒーロー候補として、「クエスト」や友達との特訓を通じて自分のキャラクターカードを強化しながら物語を進めていく。「クエスト」のプレイやガチャで入手できるカードの中には、アニメ声優のボイス付きレアカードも含まれる。

## イベント
2014年4月13日に開催された「サムライフラメンコ〜ヒーローは終わらない〜」のイベント上でいくつかの後日談シナリオが声優による朗読劇という形で公開された。